# Dallas (Géorgie)
Pour les articles homonymes, voir Dallas (homonymie).
Dallas est une ville de Géorgie, aux États-Unis. Il s'agit du siège du comté de Paulding.

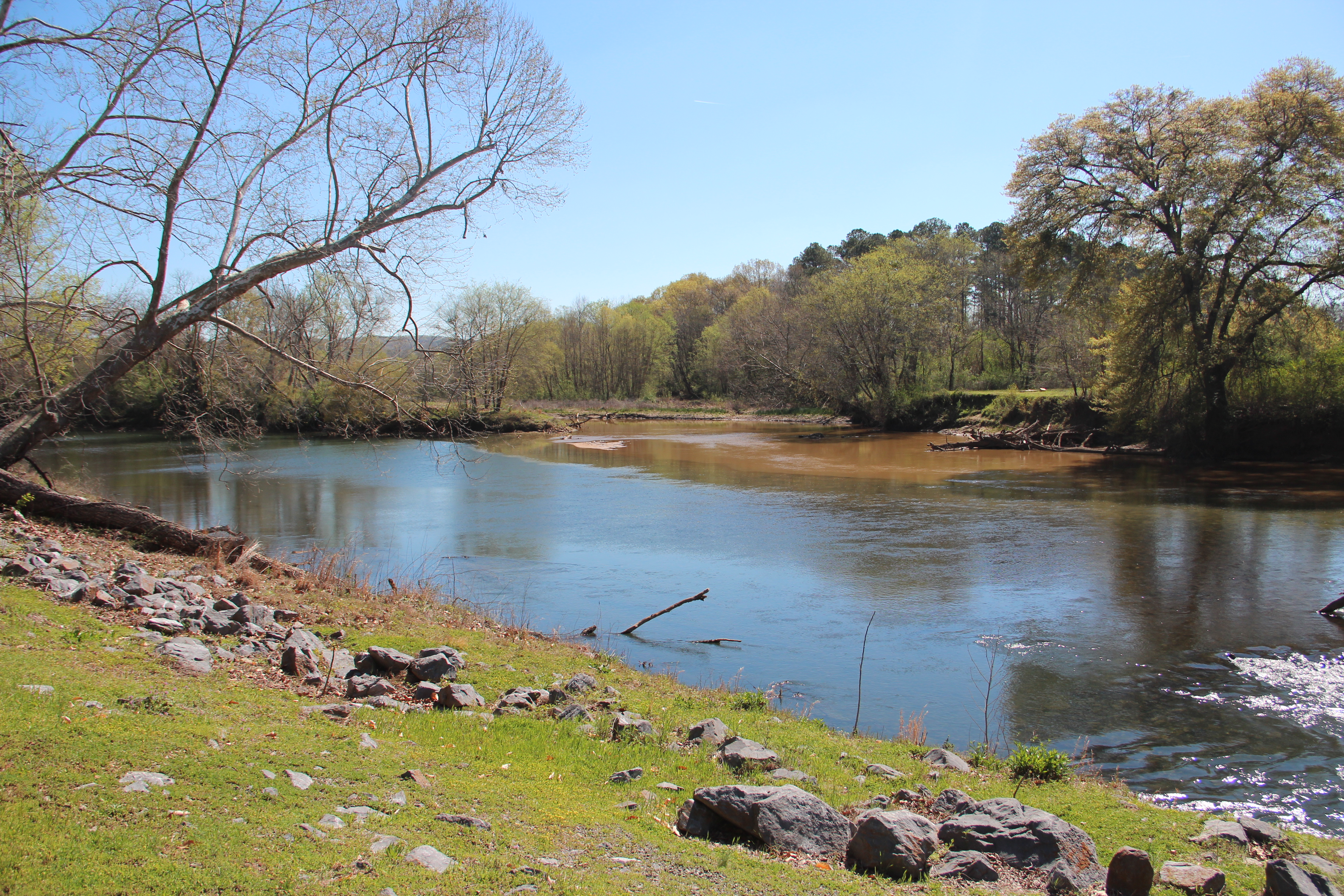
Le confluent de la rivière Etowah et du ruisseau Pumpkinvine.

## Démographie
| 1880 | 1890 | 1900 | 1910  | 1920  | 1930  |
| ---- | ---- | ---- | ----- | ----- | ----- |
| 169  | 455  | 644  | 1 259 | 1 245 | 1 412 |

| 1940  | 1950  | 1960  | 1970  | 1980  | 1990  |
| ----- | ----- | ----- | ----- | ----- | ----- |
| 1 922 | 1 817 | 2 065 | 2 133 | 2 508 | 2 810 |

| 2000  | 2010   | - | - | - | - |
| ----- | ------ | - | - | - | - |
| 5 056 | 11 544 | - | - | - | - |

## Source
- (en) Cet article est partiellement ou en totalité issu de l’article de Wikipédia en anglais intitulé « Dallas, Georgia » (voir la liste des auteurs).